# Explicación
Una explicación (del latín explicatio, acción de desplegar o desenvolver) es un proceso cognitivo mediante el cual se hace comprensible un concepto, comportamiento, discurso, o un suceso o cosa del mundo. Implica "desplegar" aquello que estaba implícito, oculto o no evidente, proporcionando una justificación o razón de ser. La explicación responde a preguntas como "¿qué es esto?", "¿por qué es así?", "¿por qué sucede?", "¿cómo sucede?" y "¿para qué sirve?".

Explicación del nombre del DDT

## Introducción
La explicación está estrechamente ligada a la comprensión. Comprender algo implica poder explicarlo, y la explicación busca hacer que un hecho o idea sea inteligible. Sin embargo, la explicación no se limita a la mera comprensión subjetiva; busca proporcionar una justificación que pueda ser comunicada y evaluada racionalmente.
Una buena explicación, por lo tanto, idealmente debería:
- Ser clara y precisa: Utilizar un lenguaje comprensible y evitar ambigüedades.
- Ser relevante: Estar directamente relacionada con el objeto o fenómeno que se busca explicar.
- Ser completa: Abarcar los aspectos esenciales del objeto o fenómeno.
- Ser coherente: No contradecir otras explicaciones o conocimientos aceptados.
- Ser justificada: Estar respaldada por evidencia, razonamiento lógico o principios teóricos.
- Ser fructífera, es decir que de nuevas ideas y nos ayude a resolver mas problemas.

## Tipos de explicación
Existen diversas formas de explicar, dependiendo del objeto o fenómeno a explicar, y del contexto en el que se busca la explicación:
- Explicación causal: Busca identificar las causas que producen un fenómeno. Es común en las ciencias naturales (ej: "¿Por qué se produce un eclipse?").
- Explicación descriptiva: Detalla las características o propiedades de un objeto, concepto o fenómeno (ej: "¿Cómo es un átomo?").
- Explicación teleológica o funcional: Explica algo en términos de su propósito, función o finalidad (ej: "¿Para qué sirve el corazón?").
- Explicación genética: Describe el origen o desarrollo histórico de un fenómeno (ej: "¿Cómo surgió la vida en la Tierra?").
- Explicación interpretativa o hermenéutica: Busca comprender el significado de un texto, una obra de arte, un comportamiento humano o un evento histórico.
- Explicación deductiva: Parte de leyes generales o principios teóricos para explicar casos particulares (ej: Deducir la trayectoria de un proyectil a partir de las leyes de la física).
- Explicación inductiva o probabilística: Parte de casos, datos u observaciones para llegar a generalizaciones, las cuales presentan un grado de probabilidad.
- Explicación por analogía: Explica algo comparándolo con otra cosa similar (ej: Explicar el funcionamiento de un circuito eléctrico mediante una analogía con el flujo de agua).

## Explicación científica
La explicación científica busca proporcionar una comprensión racional y objetiva de los fenómenos naturales y sociales. Se caracteriza por:
- Basarse en la evidencia empírica: Observaciones y experimentos.
- Utilizar el razonamiento lógico: Deducción, inducción, abducción.
- Formular leyes y teorías: Generalizaciones que describen regularidades y permiten hacer predicciones.
- Ser falsable: Las teorías científicas deben ser susceptibles de ser refutadas por la evidencia.
- Ser provisional: El conocimiento científico está siempre abierto a revisión y mejora.

### Modelos de explicación científica
A lo largo de la historia de la filosofía de la ciencia, se han propuesto diferentes modelos de explicación científica:
- Modelo nomológico-deductivo (Hempel-Oppenheim): La explicación consiste en deducir el fenómeno a explicar (explanandum) a partir de leyes generales y condiciones iniciales (explanans). Este modelo enfatiza la predicción y el control.
- Modelo inductivo-estadístico: Explica un fenómeno mostrando que es altamente probable que ocurra dadas ciertas leyes estadísticas y condiciones iniciales.
- Modelo causal: Identifica las causas que producen el fenómeno.
- Modelo de unificación (Friedman-Kitcher): La explicación consiste en unificar fenómenos diversos bajo un mismo marco teórico.
- Modelo pragmático (van Fraassen): La explicación es una respuesta a una pregunta "¿por qué?", y su adecuación depende del contexto y de los intereses de quienes preguntan.

### Explicación y predicción
Un aspecto importante de la explicación científica es su capacidad para predecir fenómenos futuros. Si una teoría o modelo puede explicar un fenómeno pasado, y además puede predecir con éxito fenómenos similares en el futuro, se considera que la teoría tiene un buen poder explicativo.

## Explicación en otros ámbitos
Además de la ciencia, la explicación juega un papel crucial en otros ámbitos del conocimiento y la vida humana:
- Filosofía: Busca explicaciones racionales sobre cuestiones fundamentales como la existencia, el conocimiento, la moral, etc.
- Historia: Busca explicar los eventos pasados, identificando causas, motivaciones y consecuencias.
- Derecho: Busca explicar y justificar las decisiones judiciales y las normas legales.
- Vida cotidiana: Constantemente buscamos y damos explicaciones sobre los comportamientos de las personas, los eventos que nos rodean, etc.

## Explicacionismo
Se entiende por explicacionismo la doctrina que considera que lo que justifica una explicación, entendida como inferencia ampliativa o nueva creencia fundada en la evidencia, viene dado por un movimiento doxástico que amplía la coherencia explicativa del conjunto de las creencias que, como evidencias, uno tiene.
Los iniciadores de esta forma de entender la explicación son Charles Sanders Peirce, John Dewey, Willard van Orman Quine y Wilfrid Sellars. Pero es Gilbert H. Harman con La inferencia a la mejor explicación, 1965 quien instaura la teoría como tal.
Se entiende como inferencia el paso de unos datos a una hipótesis; y por mejor al conjunto del ejercicio de ciertas virtudes pragmáticas como: la simplicidad, poder explicativo y fecundidad.
En este sentido suelen distinguirse tres formas de explicación:
- Débil: la inferencia explicativa pretende justificar epistémicamente una conclusión concreta y particular.
- Fuerte: considera que la inferencia explicativa puede justificarse intrínsecamente, sin tener que derivarla de otra inferencia ampliativa tomada como básica.
- Feroz: Añade a lo anterior que ninguna otra forma de inferencia ampliativa es básica; todas son derivadas de la inferencia explicativa considerada. Es la idea de «explicación perfecta» como sistema perfecto.